# Krasów (rejon mikołajowski)
Krasów (ukr. Красів) – wieś w rejonie stryjskim (do 2020 roku w rejonie mikołajowskim) obwodu lwowskiego.
Wieś prawa wołoskiego, położona była w pierwszej połowie XV wieku w ziemi lwowskiej województwa ruskiego. Założona w 1529. W II Rzeczypospolitej miejscowość była siedzibą gminy wiejskiej Krasów w powiecie lwowskim województwa lwowskiego. Wieś liczy 433 mieszkańców.
Pod koniec XIX orne pola i pastwiska nosiły nazwę Kopanie.